# Hybos xanthopodus
Hybos xanthopodus är en tvåvingeart som beskrevs av Axel Leonard Melander 1927. Hybos xanthopodus ingår i släktet Hybos och familjen puckeldansflugor. Inga underarter finns listade i Catalogue of Life.